# CUDA
CUDA, ursprungligen en förkortning för Compute Unified Device Architecture, är NVidias arkitektur för parallellbearbetning av data i sina grafiska processorer.